# Ocimum natalense
Ocimum natalense là một loài thực vật có hoa trong họ Hoa môi. Loài này được Ayob. ex A.J.Paton mô tả khoa học đầu tiên năm 1992.